# درس‌های یونانی (رمان)
درس‌های یونانی (به کره‌ای: 희랍어 시간) رمانی از هان کانگ است. این اثر ابتدا 10 نوامبر 2011 در کره جنوبی عرضه شد و نسخه انگلیسی آن در 18 آوریل 2023 توسط انتشارات Hogarth Press به بازار آمد. ترجمه انگلیسی این کتاب به همت دبورا اسمیت و امیلی یه وون صورت گرفت.

## خلاصه داستان
رمان به داستان زنی جوان و بی‌صدا می‌پردازد که برای بازیابی ارتباط از دست‌رفته‌اش با زبان، به یادگیری زبان یونانی باستان می‌پردازد. معلم او که نابینایی تدریجی را تجربه می‌کند، با او ارتباط عمیقی برقرار کرده و با یکدیگر به بررسی دردها، ناامیدی‌ها و جستجوی معنا در زندگی می‌پردازند.

## نقدها و بازخوردها
رمان درس‌های یونانی با انتشار در سطح بین‌المللی، نظرات بسیار مثبتی دریافت کرد:
- نشریه TIME[۲] این اثر را یکی از "۱۰۰ کتاب برتر سال ۲۰۲۳" نامید و به توانایی هان در نشان دادن ارتباطات انسانی حتی بدون کلام اشاره کرد.
- گاردین[۳] این رمان را «عمیق و به طرز خارق‌العاده‌ای شاعرانه» توصیف کرد و ترجمه انگلیسی را در نمایش تم‌های زبان و ارتباط ستود.
- سان‌فرانسیسکو کرونیکل[۴] نوشت که این کتاب نمایی متفاوت از «اتصال انسانی و فهم متقابل در مواجهه با محدودیت‌ها» ارائه می‌دهد.
- نیویورک تایمز[۵] شخصیت‌پردازی عمیق و بررسی تم‌های فقدان، سکوت و زبان را از نقاط قوت این اثر دانست.
- کِرکِس ریویوز[۶] و پابلیشرز ویکلی[۷] نیز با تأکید بر روایت مینیمالیستی و ظریف هان، اثر را شایسته توجه و مطالعه دانستند.

## افتخارات نویسنده
هان کانگ، نویسنده این اثر، در سال ۲۰۲۴ به عنوان اولین کره‌ای و هجدهمین زن در تاریخ، برنده جایزه نوبل ادبیات شد. آکادمی سوئد دلیل اعطای این جایزه را «کاوش شاعرانه و بی‌باکانه او در ژرفای سکوت، فقدان، و بازآفرینی زبان برای برقراری ارتباط انسانی» عنوان کرد. این جایزه موقعیت او را به عنوان یکی از مهم‌ترین نویسندگان معاصر جهان تثبیت کرد.
پیش از نوبل ادبیات، جوایز زیر بخشی از افتخارات کارنامه پربار هان کانگ می‌باشد:
- برندهٔ بیست‌وپنجمین جایزهٔ رمان کره‌ای در سال ۱۹۹۹
- برندهٔ جایزهٔ هنرمند جوان امروز از وزارت فرهنگ و گردشگری کره‌جنوبی در سال ۲۰۰۰
- برگزیدهٔ جایزهٔ ادبی یی‌سانگ در سال ۲۰۰۵
- برگزیدهٔ جایزهٔ ادبی دونگ‌نی در سال ۲۰۱۰
- برندهٔ جایزهٔ ادبی من‌هایی در سال ۲۰۱۴
- برگزیدهٔ جایزهٔ ادبی هانگ سون‌وان در سال ۲۰۱۵
- برندهٔ جایزهٔ بین‌المللی من بوکر در سال ۲۰۱۶
- حضور کتاب «اعمال انسانی» در فهرست ۱۰۰ کتاب برتر سایت آمازون در سال ۲۰۱۷
- برندهٔ جایزهٔ لیبراتور پرایس فرانکفورت در سال ۲۰۱۷
- برگزیدهٔ جایزهٔ ادبی مالپارت در سال ۲۰۱۷
- برگزیدهٔ جایزهٔ ادبی کیم یوجونگ در سال ۲۰۱۸
- برندهٔ جایزهٔ ادبی سن‌کلمنته در سال ۲۰۱۹

## ترجمه فارسی
برای اولین بار در سال ۱۴۰۳ با ترجمه فریبا عرب‌زاده توسط نشر لگا منتشر شد. این نسخه فارسی توجه ویژه‌ای به جزئیات ادبی اثر داشته است. فریبا عرب‌زاده، مترجم اثر، در پیشگفتار به چالش‌های ترجمه تم‌های عمیق این کتاب و تلاش برای وفاداری به زبان و سبک نویسنده اشاره کرده است. جالب توجه است که روند ترجمه این اثر ماه‌ها پیش از دریافت جایزه نوبل توسط هان کانگ آغاز شده و به پایان رسیده بود.